# Supersaure
El supersaure (Supersaurus, o súper llangardaix) és un gènere de dinosaure sauròpode diplodòcid que es va descobrir en la formació de Morrison, del Juràssic superior, a Colorado l'any 1972. Formen part dels dinosaures més grossos coneguts a partir d'ossos fòssils, possiblement feia entre 33 i 34 metres de longitud, i a pesava entre 35 i 40 tones.

## Descripció

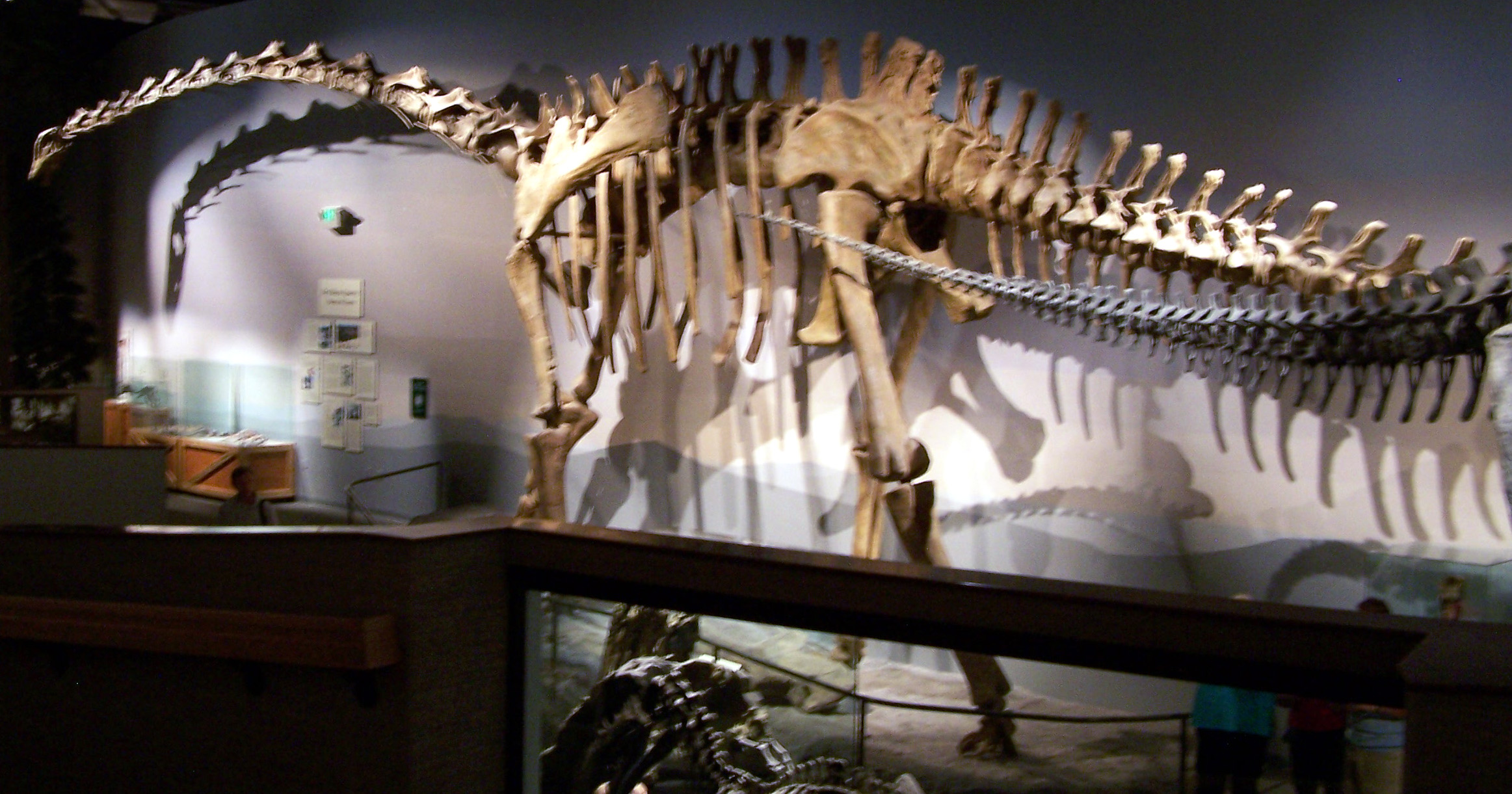
Esquelet reconstruït de Supersaurus, en el Museu Nord-americà de la vida antiga.

Les proves fòssils han donat a estimar aquesta espècie de sauròpode amb una longitud de 32 a 34 metres i un pes d'entre 35 i 40 tones. Com tot diplodòcid típic, tenia un crani petit, potes massisses i coll i cua llargues. En la majoria dels aspectes anatòmics, Supersaurus era molt similar a Apatosaurus, amb un pit robust i profund a causa de les àmplies costelles i un engrossit coll. No obstant això, hauria tingut una contextura general una mica menys robusta, i una altra diferència van ser les vèrtebres cervicals, que eren molt més allargades, la qual cosa resultaria en un coll proporcionalment més llarg en comparació a Apatosaurus.
Les primer restes de Supersaurus van ser només uns pocs ossos: una cintura escapular o escapulocoracoide de prop de 2,4 metres de llarg és el holotip, BYU 5500) i algunes vèrtebres del coll trobades a la Formació Morrison de Colorado als Estats Units.
Un nou i més complet espècimen de Supersaurus, sobrenomenat 'Jimbo', va ser trobat al comtat de Conversi a l'estat de Wyoming dels Estats Units. Els ossos fòssils excavats es conserven al centre de Dinosaures de Wyoming. Originalment, hom pensava que Supersaurus era relacionat amb els diplodòcids de coll llarg com Barosaurus, un membre de la subfamília Diplodocinae), però el nou espècimen mostra clarament que Supersaurus és estretament emparentat amb Apatosaurus en la subfamília Apatosaurinae. Es troba a la zona estratigràfica 5 de la formació de Morrison.

## Història taxonòmica

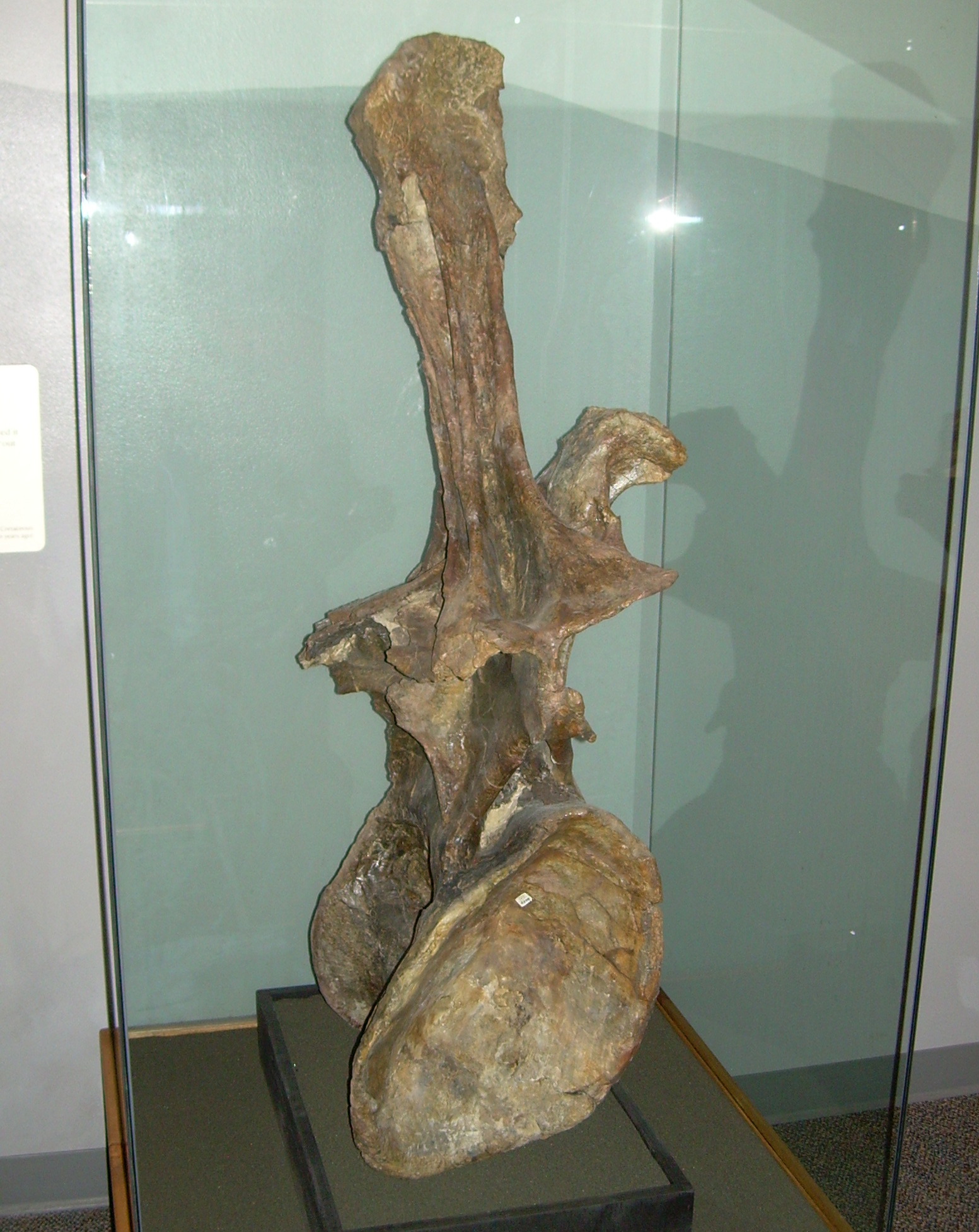
Una vèrtebra dorsal fòssil de Supersaurus vivianae.

El paleontòleg James A. Jensen, que va descriure originalment a l'espècimen de Supersaurus, simultàniament va reportar el descobriment d'un altre sauròpode gegant, al que més tard va nomenar Ultrasaurus macintoshi reanomenat Ultrasauros macintoshi. L'especímen tipus per definir aquesta nova de Ultrasaures, és una vèrtebra dorsal, catalogada com BYU 9044, que més tard es va demostrar que pertanyia a Supersaurus. De fet, és probable que pertanyés a l'espècimen original de Supersaurus, que fos descobert en el mateix jaciment en 1972. D'aquesta manera, Ultrasaures es va transformar en sinònim menor de Supersaurus, ja que el primer nom manté la prioritat i el nom Ultrasaures és deixat de costat.
Altres ossos que van ser trobats al mateix lloc i que originalment es van considerar pertanyents a Ultrasaures, com la cintura escapular, escapulocoracoides, BYU 9462, actualment són assignats a Brachiosaurus, possiblement un gran espècimen de Brachiosaurus altithorax. Els ossos de Brachiosaurus indiquen un exemplar enorme però no el més gros, és amb prou feines més petit que el Brachiosaurus brancai (Giraffatitan brancai) al Museu d'Història Natural de Berlín. Els majors exemplars de Brachiosaurus provenen del llit de Tendaguru a Tanzània, a l'est d'Àfrica.
Originalment es pensava que aquests ossos de Supersaurus i Brachiosaurus representaven un sol dinosaure que mesurava entre 25 a 30 metres de llarg, 8 alt a l'espatlla, 15 metres d'altura total, i que potser hagués pesat al voltant de 70 tones. Al principi, les estimacions de la massa es van estendre fins a 180 tones, que ho van posar en la mateixa categoria que el rorqual blau i el problemàtic gènere de titanosaure Bruhathkayosaurus.

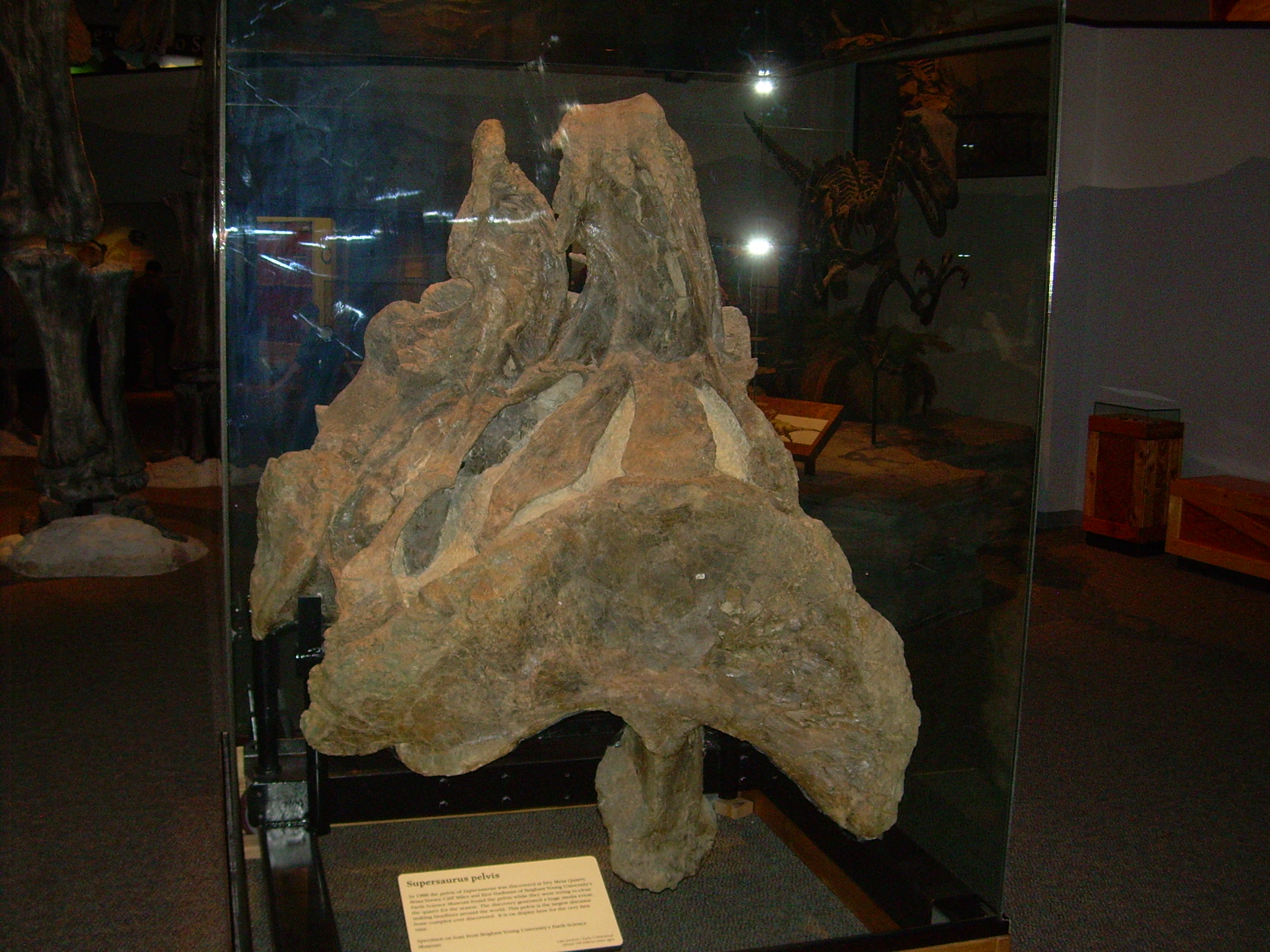
La pelvis d'un Supersaurus vivianae.

El nom de la quimera paleontològica Ultrasaures té una història igualment complicada. Ultrasaurus va ser l'opció original, i va servir en els mitjans informalment des de 1979. No obstant això un nom ha de publicar-se de manera oficial per ser vàlid. Abans que Jim Jensen publiqués el seu descobriment el 1985, un altre paleontòleg, Haang Mook Kim, va utilitzar el nom Ultrasaurus en una publicació de 1983 per descriure el que ell va creure era un dinosaure gegant a Corea del Sud.
Aquest era un dinosaure diferent, molt més petit que la troballa de Jensen, però Kim va pensar que representava un animal d'igual manera gegantesc, però va confondre al fèmur (os de la cama) amb el húmer (os de braç). Mentre que la lògica del nomenament era incorrecta, el Ultrasaures de Kim sí que va satisfer els requisits per un nom legítim, encara que el gènere és dubtós. Jensen no va publicar el seu propi Ultrasaurus fins al 1985 i així Kim va conservar la prioritat oficial del nom, i Jensen va ser forçat a triar-ne un nou (en termes tècnics, la seva opció original estava pre-ocupada pel sauròpode de Kim). El 1991, per suggeriment de George Olshevsky li va ser canviada una lletra, i Jensen va canviar el nom al seu sauròpode com Ultrasaures. Quan més endavant va ser descobert que el nou nom es referia als ossos de dos gèneres separats ja coneguts, el nom Ultrasaures es va convertir un sinònim menor per Supersaurus. Ja que els ossos de Brachiosaurus van ser utilitzats només com a referència secundària per al nou gènere, Ultrasaures no és un sinònim menor per Brachiosaurus. Com que Supersaurus va ser nomenat poc abans, el nom Ultrasaures s'ha rebutjat a favor de Supersaurus.
Un altre dinosaure diplodòcid oposat prop del jaciment original del Supersaurus, conegut només per una vèrtebra dorsal, BYU 5750, va ser anomenat Dystylosaurus edwini i avui és considerat un espècimen de Supersaurus vivianae. D'aquí que Dystylosaurus també s'ha transformat en un sinònim menor de Supersaurus.